# 小国英雄
小国 英雄（おぐに ひでお、1904年（明治37年）7月9日 - 1996年（平成8年）2月5日）は、日本の脚本家、映画監督。青森県八戸市出身。

## 来歴
青森県八戸市柏崎新町の母の実家玉内家で誕生。旧制八戸中学校（現・青森県立八戸高等学校）時代に同郷の友、松下正寿の兄・正臣の影響で武者小路実篤の作品に傾倒し、小説を実篤に送るなど文学に目覚めた。実篤の勧めで日本バプテスト神学校（現・関東学院大学）に進学し卒業。白樺派の影響を受け、実篤主宰の新しき村に参加する。関東大震災に遭遇し帰郷するも、「大震災救援」のための演劇活動に精力を注いだ。
1929年（昭和4年）に実篤の紹介で日活太秦撮影所に助監督として入社。その後、脚本部に転属する。主に阿部豊のもとで脚本を書く。1933年（昭和8年）に『モダンマダム行状記録』でデビューする。
この後、日活多摩川撮影所を経て、東宝へ入社。それ以後は注文が多く入るようになり、特に喜劇のシナリオを多く書いた。 この頃の代表作に『エノケンの法界坊』、『エノケンの頑張り戦術』などがある。一時期、本城 英太郎の名で原作・脚本を手掛けたこともあった。
1939年（昭和14年）、音楽映画『ロッパ歌の都へ行く』、『金語楼の親爺三重奏』の二作品で監督。
以後は娯楽作品の脚本に専念、ドル箱脚本家として活躍する。戦中にはマキノ正博監督の映画脚本を担当したほか、戦後は黒澤明の脚本チームのまとめ役になるなど脚本界でも重要な位置を占め、のちフリーランスとなる。
1952年（昭和27年）、黒澤明から新作『生きる』の脚本の依頼を受ける。この作品は、死期迫るガン患者を深い人間愛で見つめた傑作として評価され、その年の映画賞をすべて独占するとともに、脚本家・小国の名を有名にした。『生きる』をきっかけとし、それ以後、黒澤映画の全盛期に次々と制作された傑作のほとんど全てに脚本家として参加し、日本映画史に燦然と輝く作品を支えた。
1966年（昭和41年）、TV番組制作会社C.A.Lの役員に就任。
主な作品に『あなたと呼べば』、『支那の夜』、『次郎長三国志』、『七人の侍』、『銭形平次捕物控』、『四谷怪談』、『赤穂浪士』、『赤ひげ』、『トラ・トラ・トラ!』、『乱』などがあり、生涯手掛けた映画は300本を数える。
京都で小国シナリオ塾を開いて、後進のシナリオライター育成にも努めた。墓所は多磨霊園。

## 人物・エピソード
時代劇映画の脚本も多数手掛けるが、「チャンバラっていうのは結局、踊りだと思う」、「時代劇は虚構の事実」と語っている。
黒澤明作品では、脚本の競作において、裁判官（ジャッジ）の役目を担っていた。黒澤もその眼力の高さを買っていた。『生きる』において、主人公が途中で亡くなり、その葬儀がクライマックスになる展開を考えついたのは小国の功績である。
「日本一脚本料の高い脚本家」として知られていた。100万円で一軒家を買えた時代に、小国の脚本は一本につき50万円したという。

## 受賞[4]
- 1990年：勲四等瑞宝章
- 2013年：全米脚本家組合賞ジャン・ルノアール賞

## 脚本作品

### 映画
- モダン・マダム行状記（1933年1月5日公開、伊奈精一監督、日活）
- 彼女の道（1933年2月8日公開、熊谷久虎監督、日活）
- 港の雨（1933年6月22日公開、三枝源次郎監督、日活）
- 炬火 田園篇（1933年11月30日公開、熊谷久虎監督、日活）
- 炬火 都会篇（1934年2月1日公開、熊谷久虎監督、日活）
- 嬉しい娘（1934年5月3日公開、千葉泰樹監督、日活）
- 抱かれた恋人（1934年8月21日公開、田口哲監督、日活）
- 芸者三代記＜大正篇＞（1934年11月1日公開、田口哲監督、日活）
- 恋愛人名簿（1935年5月1日公開、大谷俊夫監督、日活）
- 魔風恋風（1935年6月29日公開、千葉泰樹監督、日活）
- 深夜の太陽（1935年9月5日公開、倉田文人監督、日活）
- のぞかれた花嫁（1935年10月14日公開、大谷俊夫監督、日活）
- 軍国子守唄（1935年12月1日公開、大谷俊夫監督、日活）
- 第二の母（1936年1月23日公開、田口哲・春原政久監督、日活）
- あなたと呼べば（1936年2月13日公開、千葉泰樹監督、日活）
- 恋は雨に濡れて（1936年4月8日公開、千葉泰樹監督、日活）
- 昇級酒合戦（1936年7月9日公開、千葉泰樹監督、日活）
- はだかの合唱（1936年7月15日公開、大谷俊夫監督、日活）
- 僕の東京地図（1936年9月23日公開、伊賀山正徳監督、日活）
- 隣の奥さん（1936年11月12日公開、吉村廉監督、日活）
- 気まぐれ夫婦（1936年12月17日公開、吉村廉・熊谷久虎監督、日活）
- 浴槽の花嫁（1936年12月31日公開、清瀬英次郎監督、日活）
- オリムピック横町（1937年1月21日公開、春原政久監督、日活）
- 嫁ぐ行く日まで（1937年3月25日公開、春原政久監督、日活）
- 母校の花形（1937年4月1日公開、千葉泰樹監督、日活）
- 青い背広で（1937年4月8日公開、清瀬英次郎監督、日活）
- ジャズ忠臣蔵（1937年4月15日公開、伊賀山正徳監督、日活）
- 日月と共に（1937年4月23日公開、水ケ江竜一監督、日活）
- 美人賞（1937年5月27日公開、水ケ江竜一監督、日活）
- 宝島騒動記（1937年7月14日公開、千葉泰樹監督、日活）
- 悦ちゃんの涙（1937年7月29日公開、伊賀山正徳監督、日活）
- そんなの嫌ひ（1937年8月12日公開、水ケ江竜一監督、日活）
- もしも月給が上がったら（1937年8月25日公開、倉田文人監督、日活）
- 戦士の道（1937年10月28日公開、首藤寿人監督、日活）
- 時代の霧 春実の巻（1937年11月4日公開、清瀬英次郎監督、日活）
- 時代の霧 静子の巻（1937年11月11日公開、清瀬英次郎監督、日活）
- あたし幸福よ（1937年12月12日公開、千葉泰樹監督、日活）
- 鉄腕都市（1938年1月20日公開、渡辺邦男監督、東宝映画）
- エノケンの法界坊（1938年6月21日公開、斎藤寅次郎監督、東宝映画）
- 四ツ葉のクローバ（1938年6月29日公開、岡田敬監督、東宝映画）
- 愛情一路（1938年7月1日公開、渡辺邦男監督、東宝映画）
- 水戸黄門漫遊記 東海道の巻（1938年8月11日公開、斎藤寅次郎監督、東宝映画）
- 水戸黄門漫遊記 日本晴れの巻（1938年9月18日公開、斎藤寅次郎監督、東宝映画）
- ロッパのおとうちゃん（1938年11月9日公開、斎藤寅次郎監督、東宝映画）
- 弥次㐂夛道中記（1938年12月1日公開、マキノ正博監督、日活）
- 思い出の丘（1938年12月25日公開、富岡捷監督、日活）
- ロッパの大久保彦左衛門（1939年1月11日公開、斎藤寅次郎監督、東宝映画）
- 娘の願ひは唯一つ（1939年3月14日公開、斎藤寅次郎監督、東宝映画）
- 思ひつき夫人（1939年5月1日公開、斎藤寅次郎監督、東宝映画）
- ロッパの子守唄（1939年6月15日公開、斎藤寅次郎監督、東宝映画）
- エンタツ・アチャコの新婚お化け屋敷（1939年7月12日公開、斎藤寅次郎監督、東宝映画）
- 清水港（1939年7月13日公開、マキノ正博監督、日活）
- エノケンの頑張り戦術（1939年9月19日公開、中川信夫監督、東宝映画）
- エンタツ、アチャコ、虎造の初笑ひ国定忠治（1939年12月29日公開、斎藤寅次郎監督、東宝映画）
- 支那の夜 前篇（1940年6月5日公開、伏水修監督、東宝映画）
- 支那の夜 後篇（1940年6月15日公開、伏水修監督、東宝映画）
- 続清水港（1940年7月10日公開、マキノ正博監督、日活）
- 姑娘の凱歌（1940年11月26日公開、小田基義監督、東宝映画）
- 明朗五人男（1940年11月30日公開、斎藤寅次郎監督、東宝映画）
- 昨日消えた男（1941年1月9日公開、マキノ正博監督、東宝映画）
- 長谷川・ロッパの家光と彦左（1941年3月26日公開、マキノ正博監督、東宝映画）
- 世紀は笑ふ（1941年9月4日公開、マキノ正博監督、日活）
- 男の花道（1941年12月30日公開、マキノ正博監督、東宝映画）
- 希望の青空（1942年1月14日公開、山本嘉次郎監督、東宝映画）
- 待って居た男（1942年4月23日公開、マキノ正博監督、東宝映画）
- 南から帰った人（1942年5月7日公開、斎藤寅次郎監督、東宝映画）
- 婦系図（1942年6月11日公開、マキノ正博監督、東宝映画）
- 続婦系図（1942年7月16日公開、マキノ正博監督、東宝映画）
- 阿片戦争（1943年1月14日公開、マキノ正博監督、東宝映画）
- あの旗を撃て コレヒドールの最後（1944年2月10日公開、阿部豊監督、東宝）
- 不沈艦撃沈（1944年3月23日公開、マキノ正博監督、松竹）
- 日常の戦ひ（1944年8月3日公開、島津保次郎監督、東宝）
- 龍の岬（1945年1月11日公開、白井戦太郎監督、大映）
- 三十三間堂通し矢物語（1945年6月28日公開、成瀬巳喜男監督、東宝）
- 粋な風来坊（1946年2月28日公開、マキノ正博監督、松竹）
- 街の人気者（1946年3月7日公開、牛原虚彦監督、大映）
- 或る夜の殿様（1946年7月11日公開、衣笠貞之助監督、東宝）
- 聟入り豪華船（1947年1月14日公開、斎藤寅次郎監督、東宝）
- 四つの恋の物語 第二話 別れも愉し（1947年3月11日公開、成瀬巳喜男監督、東宝）
- 新馬鹿時代 前篇（1947年10月12日公開、山本嘉次郎監督、東宝）
- 新馬鹿時代 後篇（1947年10月26日公開、山本嘉次郎監督、東宝）
- リラの花忘れじ（1947年10月28日公開、原研吉監督、松竹）
- 狙われた女（1948年8月9日公開、森一生監督、大映）
- 幽霊暁に死す（1948年10月12日公開、マキノ正博監督、新演伎座・CAC）
- グッド・バイ（1949年6月28日公開、島耕二監督、新東宝）
- 青い山脈（1949年7月19日公開、今井正監督、東宝） ※ただし途中降板のため、ノンクレジット
- 幽霊列車（1949年8月15日公開、野渕昶監督、大映）
- 男の涙（1949年8月29日公開、斎藤寅次郎監督、新東宝）
- 待っていた象（1949年11月20日公開、安田公義監督、大映）
- 女医の診察室（1950年4月19日公開、吉村廉監督、新東宝・滝村プロダクション）
- いつの日君帰る（1950年6月3日公開、佐伯清監督、新東宝・滝村プロダクション）
- 女賊と判官（1951年1月5日公開、マキノ雅弘・萩原遼監督、東横映画） - 原作
- 悲歌（1951年2月22日公開、山本嘉次郎監督、東宝・映画芸術協会）
- 豪快三人男（1951年5月5日公開、マキノ雅弘監督、東映）
- お馴染み判官 あばれ神輿（1951年7月6日公開、萩原遼監督、エノケンプロ・東映） - 原案
- 海賊船（1951年7月13日公開、稲垣浩監督、東宝）
- 情炎峡（1952年2月8日公開、小田基義監督、芸苑プロ）
- 魚河岸帝国（1952年3月14日公開、並木鏡太郎監督、新東宝） - 構成
- おかる勘平（1952年3月21日公開、マキノ雅弘監督、東宝）
- やぐら太鼓（1952年5月8日公開、マキノ雅弘・滝沢英輔監督、東宝）
- 離婚（1952年5月29日公開、マキノ雅弘監督、新東宝）
- 東京のえくぼ（1952年7月15日公開、松林宗恵監督、新東宝）
- 生きる（1952年10月9日公開、黒澤明監督、東宝）
- 二人の瞳（1952年10月23日公開、仲木繁夫監督、大映）
- 煙突の見える場所（1953年3月5日公開、五所平之助監督、新東宝）
- 次郎長三国志 第三部 次郎長と石松（1953年6月3日公開、マキノ雅弘監督、東宝） - 構成
- 次郎長三国志 第四部 勢揃い清水港（1953年6月23日公開、マキノ雅弘監督、東宝） - 構成
- 再会（1953年7月7日公開、木村恵吾監督、大映）
- 次郎長三国志 第五部 殴込み甲州路（1953年11月3日公開、マキノ雅弘監督、東宝） - 構成
- 次郎長三国志 第六部 旅がらす次郎長一家（1953年12月15日公開、マキノ雅弘監督、東宝） - 構成
- やくざ狼（1953年12月27日公開、萩原遼監督、綜芸プロ）
- 次郎長三国志 第七部 初祝い清水港（1954年1月3日公開、マキノ雅弘監督、東宝） - 構成
- 美しき鷹（1954年2月10日公開、マキノ雅弘監督、大映）
- 右門捕物帖 妖鬼屋敷（1954年3月24日公開、毛利正樹監督、宝塚映画） - 構成
- 御ひいき六花撰 素ッ飛び男（1954年4月21日公開、マキノ雅弘監督、東宝）
- 七人の侍（1954年4月26日公開、黒澤明監督、東宝）
- 密輸船（1954年12月1日公開、杉江敏男監督、東宝）
- おしゅん捕物帖 謎の尼御殿（1955年7月26日公開、滝沢英輔監督、日活）
- ブルーバ（1955年10月25日公開、鈴木重吉監督、大映）
- 生きものの記録（1955年11月22日公開、黒澤明監督、東宝）
- 怪盗と判官（1955年12月7日公開、加戸敏監督、大映）
- 宇宙人東京に現わる（1956年1月29日公開、島耕二監督、大映）
- 銭形平次捕物控 死美人風呂（1956年2月11日公開、加戸敏監督、大映）
- 吸血蛾（1956年4月11日公開、中川信夫監督、東宝）
- 鼠小僧忍び込み控（1956年5月11日公開、加戸敏監督、大映）
- 喧嘩鴛鴦（1956年5月25日公開、田坂勝彦監督、大映）
- 四谷怪談（1956年7月12日公開、毛利正樹監督、新東宝）
- 宝島遠征（1956年7月20日公開、小林恒夫監督、東映）
- 銭形平次捕物控 人肌蜘蛛（1956年8月14日公開、森一生監督、大映）
- 遠山金さん捕物控 影に居た男（1956年9月5日公開、マキノ雅弘監督、宝塚映画）
- 京洛五人男（1956年10月6日公開、大曾根辰保監督、松竹）
- 午後8時13分（1956年10月31日公開、佐伯幸三監督、大映）
- 男の花道（1956年12月5日公開、冬島泰三監督、宝塚映画） - 原作
- 眠狂四郎無頼控（1956年12月26日公開、日高繁明監督、東宝）
- 蜘蛛巣城（1957年1月15日公開、黒澤明監督、東宝）
- 鼠小僧忍び込み控 子の刻参上（1957年1月29日公開、田坂勝彦監督、大映）
- 眠狂四郎無頼控 第二話 円月殺法（1957年4月2日公開、日高繁明監督、東宝）
- 忘れじの午後8時13分（1957年4月3日公開、佐伯幸三監督、大映）
- 銭形平次捕物控 女狐屋敷（1957年8月13日公開、加戸敏監督、大映）
- 真昼の対決（1957年9月3日公開、田中重雄監督、大映）
- どん底（1957年9月17日公開、黒澤明監督、東宝）
- 日露戦争勝利の秘史 敵中横断三百里（1957年12月28日公開、森一生監督、大映）
- 江戸っ子祭（1958年2月12日公開、島耕二監督、大映）
- 旅は気まぐれ風まかせ（1958年4月16日公開、田坂勝彦監督、大映）
- 風来坊一番勝負（1958年5月19日公開、安田公義監督、大映）
- 太鼓たゝいて笛吹いて（1958年5月20日公開、杉江敏男監督、東宝）
- 女狐風呂（1958年7月13日公開、安田公義監督、大映）
- 銭形平次捕物控 鬼火燈籠（1958年7月27日公開、加戸敏監督、大映）
- 浮世風呂（1958年8月24日公開、木村恵吾監督、松竹）
- 花の遊侠伝（1958年8月31日公開、安田公義監督、大映）
- 水戸黄門漫遊記（1958年12月21日公開、三隅研次監督、大映）
- 隠し砦の三悪人（1958年12月28日公開、黒澤明監督、東宝）
- 孔雀城の花嫁（1959年4月8日公開、松村昌治監督、東映）
- 山田長政 王者の剣（1959年5月1日公開、加戸敏監督、大映）
- 水戸黄門 天下の副将軍（1959年7月12日公開、松田定次監督、東映）
- 血槍無双（1959年11月1日公開、佐々木康監督、東映）
- パイナップル部隊（1959年12月27日公開、内川清一郎監督、松竹）
- 丹下左膳 妖刀濡れ燕（1960年1月15日公開、松田定次監督、東映）
- お嬢さん三度笠（1960年5月11日公開、安田公義監督、大映）
- はったり二挺拳銃（1960年7月29日公開、福田晴一監督、松竹）
- 清水港に来た男（1960年7月31日公開、マキノ雅弘監督、東映）
- 水戸黄門（1960年8月7日公開、松田定次監督、東映）
- 安珍と清姫（1960年8月9日公開、島耕二監督、大映）
- お夏捕物帳 通り魔（1960年8月23日公開、萩原遼監督、松竹）
- 悪い奴ほどよく眠る（1960年9月15日公開、黒澤明監督、東宝・黒澤プロダクション）
- 庄助武勇伝 会津磐梯山（1960年10月9日公開、松田定次監督、東映）
- 森の石松鬼より恐い（1960年11月22日公開、沢島忠監督、東映）
- 家光と彦左と一心太助（1961年1月3日公開、沢島忠監督、東映）
- 赤穂浪士（1961年3月28日公開、松田定次監督、東映）
- 旅はお色気（1961年4月26日公開、黒田義之監督、大映）
- 荒野の七人 - The Magnificent Seven（1961年5月3日日本公開、ジョン・スタージェス監督、ユナイテッド・アーティスツ） - 原作
- 花笠ふたり若衆（1961年5月17日公開、佐々木康監督、東映）
- 葵の暴れん坊（1961年6月11日公開、山崎大助監督、東映）
- 椿三十郎（1962年1月1日公開、黒澤明監督、東宝・黒澤プロダクション）
- 大江戸評判記 美男の顔役（1962年1月14日公開、沢島忠監督、東映）
- 天下の御意見番（1962年1月31日公開、松田定次監督、東映）
- しのび逢い（1962年4月18日公開、酒井辰雄監督、松竹）
- 源九郎義経（1962年5月16日公開、松田定次監督、東映）
- 橋蔵のやくざ判官（1962年7月13日公開、マキノ雅弘監督、東映）
- 大暴れ五十三次（1963年1月23日公開、マキノ雅弘監督、東映） - 原作
- 無宿人別帳（1963年1月27日公開、井上和男監督、松竹）
- 影を斬る（1963年3月1日公開、池広一夫監督、大映）
- 天国と地獄（1963年3月1日公開、黒澤明監督、東宝・黒澤プロダクション）
- 雑兵物語（1963年7月13日公開、池広一夫監督、大映）
- 道場破り（1964年1月15日公開、内川清一郎監督、松竹）
- 昨日消えた男（1964年4月18日公開、森一生監督、大映）
- 海賊船 海の虎（1964年8月14日公開、井田探監督、日活） - 原作
- 集団奉行所破り（1964年8月26日公開、長谷川安人監督、東映）
- 赤ひげ（1965年4月3日公開、黒澤明監督、東宝・黒澤プロダクション）
- 六人の女を殺した男（1965年7月31日公開、島耕二監督、大映）
- 花のお江戸の法界坊（1965年9月5日公開、久松静児監督、東京映画）
- クレージーの無責任清水港（1966年1月3日公開、坪島孝監督、東宝・渡辺プロダクション）
- 小さい逃亡者（1966年12月24日公開、衣笠貞之助・エドワールド・ボチャロフ監督、大映・ゴーリキー）
- 待ち伏せ（1970年3月21日公開、稲垣浩監督、三船プロダクション）
- トラ・トラ・トラ! - Tora! Tora! Tora!（1970年9月25日日本公開、リチャード・フライシャー・舛田利雄・深作欣二監督、20世紀フォックス）
- どですかでん（1970年10月31日公開、黒澤明監督、東宝・四騎の会）
- 乱（1985年6月1日公開、黒澤明監督、東宝・ヘラルド・エース、グリニッチ・フィルム・プロダクション）
- 椿三十郎 (2007年の映画)（2007年12月1日公開、森田芳光監督、東宝）
- 隠し砦の三悪人 THE LAST PRINCESS（2009年11月1日公開、樋口真嗣監督、東宝） - オリジナル脚本

### テレビドラマ
- 剣（1967年 - 1968年、日本テレビ）
- 赤ひげ (2002年のテレビドラマ)（2002年12月28日放送、フジテレビ）- オリジナル脚本
- 天国と地獄 (テレビドラマ)（2007年9月8日放送、テレビ朝日）- オリジナル脚本
- 生きる (2007年のテレビドラマ)（2007年9月9日放送、テレビ朝日）- オリジナル脚本

## 監督作品
- 『ロッパ歌の都へ行く』(1939年)
- 『金語楼の親爺三重奏』(1939年)